# Championnats du monde de triathlon U23 et juniors
Les championnats du monde de triathlon U23 et juniors sont les championnats du monde dédié aux catégories U23 (espoir de moins de 23 ans) et juniors de moins de 20 ans. Ils ont d'abord complétés les championnats du monde de triathlon entre 1989 et 2009 avant de compléter la finale des séries mondiales de triathlon, organisée tous les ans dans une ville et un pays différent. Les championnats du monde U23 sont organisés depuis 2002 ceux des juniors sont organisés depuis 1989. Des épreuves en relais sont organisés également depuis 2018, elles sont ouvertes aux deux catégories .

## Histoire
Sept gagnants des championnats juniors sont devenus champions du monde élites : chez les femmes les Australiennes Joanne King, Nicole Hackett et chez les hommes : les Britanniques Spencer Smith, Tim Don, Alistair Brownlee, l'Espagnol Mario Mola et le Français Dorian Coninx.
Six gagnants des championnats U23 sont devenus champions du monde élites : chez les femmes la Britannique Non Stanford, la Suédoise Lisa Nordén et chez les hommes : les Britanniques Jonathan Brownlee, Alistair Brownlee, l'Espagnol Javier Gómez et le Français Dorian Coninx.
Seule l'allemande Sonja Krolik a obtenu trois titres mondiales dans la catégorie juniors (1990 à 1992), alors qu'aucun triathlète n'a réussi le doublé dans la catégorie U23. Sur le cumul des deux catégories, l'Allemande Laura Lindemann (2014 à 2016) et l'Américaine Taylor Knibb (2016 à 2018) ont réussi à monter trois années de suite sur la plus haute marche des podiums, ce qui ne s'est jamais vu chez les garçons.
L'équipe de France U23-juniors remporte le premier championnat du monde en relais mixte en 2018.

## Organisation
Les courses du championnat U23 sont courus sur une distance M de 1 500 m de natation, 40 km de cyclisme et 5 km de course à pied.
Les courses du championnat juniors sont courus sur une distance S de 750 m de natation, 20 km de cyclisme et 5 km de course à pied.
Les courses du championnat en relais mixte se pratique en équipe mixte et en relais d'ordre déterminé et mélangé (1 femme/1 homme/1 femme/1 homme) et se déroulent sur des distances déterminées par la Fédération internationale de triathlon et suivant les sites d'organisations, comprises entre 250 et 300 mètres de natation en départ groupé et en eau libre, 5 à 6 km de cyclisme sur route et 1,5 à 2 km de course à pied.

## Palmarès U23
| Année | Lieu                           | Médaille d'or            | Médaille d'argent    | Médaille de bronze   | Médaille d'or          | Médaille d'argent     | Médaille de bronze |
| Année | Lieu                           | Hommes                   | Hommes               | Hommes               | Femmes                 | Femmes                | Femmes             |
| ----- | ------------------------------ | ------------------------ | -------------------- | -------------------- | ---------------------- | --------------------- | ------------------ |
| 2024  | Torremolinos, Espagne          | David Cantero del Campo  | Panagiotis Bitados   | Gergely Kiss         | Karolina Helga Horváth | Zuzana Michaličková   | Maria Tomé         |
| 2023  | Pontevedra, Espagne            | Simon Henseleit          | Baptiste Passemard   | Mitch Kolkman        | Selina Klamt           | Maria Tomé            | Angelica Prestia   |
| 2022  | Abou Dabi, Émirats arabes unis | Connor Bentley           | Gergely Kiss         | Hamish Reilly        | Kate Waugh             | Annika Koch           | Bianca Seregni     |
| 2021  | Edmonton, Canada               | Csongor Lehmann          | Tim Hellwig          | Matthew Hauser       | Emma Lombardi          | Alberte Kjær Pedersen | Annika Koch        |
| 2019  | Lausanne, Suisse               | Roberto Sánchez Mantecón | Csongor Lehmann      | Ran Sagiv            | Émilie Morier          | Olivia Mathias        | Lisa Tertsch       |
| 2018  | Gold Coast, Australie          | Tayler Reid              | Samuel Dickinson     | Bence Bicsák         | Taylor Knibb           | Cassandre Beaugrand   | Angelica Olmo      |
| 2017  | Rotterdam, Pays-Bas            | Raphaël Montoya          | Dorian Coninx        | Luke Willian         | Tamara Gorman          | Melanie Santos        | Sophie Coldwell    |
| 2016  | Cozumel, Mexique               | Jorik Van Egdom          | Manoel Messias       | Bence Bicsák         | Laura Lindemann        | Léonie Périault       | Sandra Dodet       |
| 2015  | Chicago, États-Unis            | Jacob Birtwhistle        | David Castro Fajardo | Nan Oliveras         | Audrey Merle           | Léonie Périault       | Melanie Santos     |
| 2014  | Edmonton, Canada               | Dorian Coninx            | Marc Austin          | Gordon Benson        | Sophia Saller          | Gillian Backhouse     | Erin Jones         |
| 2013  | Londres, Royaume-Uni           | Pierre Le Corre          | Fernando Alarza      | Declan Wilson        | Charlotte McShane      | Ellen Pennock         | Amélie Kretz       |
| 2012  | Auckland, Nouvelle-Zélande     | Aaron Royle              | Fernando Alarza      | Thomas Bishop        | Non Stanford           | Sarissa De Vries      | Joanna Brown       |
| 2011  | Pékin, Chine                   | Matthew Sharp            | David McNamee        | Thomas Bishop        | Agnieszka Jerzyk       | Zsófia Kovács         | Rebecca Robisch    |
| 2010  | Budapest, Hongrie              | Jonathan Brownlee        | Ryan Sissons         | Franz Loeschke       | Emma Jackson           | Kirsten Sweetland     | Emmie Charayron    |
| 2009  | Gold Coast, Australie          | Franz Loeschke           | James Seear          | João Pereira         | Hollie Avil            | Jodie Stimpson        | Paula Findlay      |
| 2008  | Vancouver, Canada              | Alistair Brownlee        | Gregor Buchholz      | Martin Van Barneveld | Daniela Ryf            | Jasmine Oeinck        | Mari Rabie         |
| 2007  | Hambourg, Allemagne            | Gregor Buchholz          | Brendan Sexton       | Ivan Vasiliev        | Lisa Nordén            | Jasmine Oeinck        | Renata Koch        |
| 2006  | Lausanne, Suisse               | William Clarke           | Nathan Campbell      | Dan Wilson           | Erin Densham           | Emma Moffatt          | Nicky Samuels      |
| 2005  | Gamagōri, Japon                | Jarrod Shoemaker         | Danill Sapunov       | Bertrand Boulch      | Andrea Hewitt          | Vendula Frintová      | Nicola Spirig      |
| 2004  | Madère, Portugal               | Sebastian Dehmer         | Jan Frodeno          | Ruedi Wild           | Annabel Luxford        | Vendula Frintová      | Virginie Jouve     |
| 2003  | Queenstown, Nouvelle-Zélande   | Javier Gómez             | Nicholas Hornman     | Steffen Justus       | Nikki Egyed            | Mirinda Carfrae       | Zuriñe Rodriguez   |
| 2002  | Cancún, Mexique                | Brad Kahlefeldt          | Sven Riederer        | Stuart Hayes         | Pilar Hidalgo          | Mirinda Carfrae       | Nicola Spirig      |

## Palmarès juniors
| Année | Lieu                         | Médaille d'or           | Médaille d'argent      | Médaille de bronze     | Médaille d'or          | Médaille d'argent    | Médaille de bronze  |
| Année | Lieu                         | Hommes                  | Hommes                 | Hommes                 | Femmes                 | Femmes               | Femmes              |
| ----- | ---------------------------- | ----------------------- | ---------------------- | ---------------------- | ---------------------- | -------------------- | ------------------- |
| 2024  | Torremolinos, Espagne        | Nils Serre Gehri        | Reese Vannerson        | Achille Besson         | Ambre Grasset          | Fanni Szalai         | Léa Houart          |
| 2023  | Hambourg, Allemagne          | João Nuno Batista       | Nils Serre Gehri       | Mathis Beaulieu        | Ilona Hadhoum          | Jimena de la Peña    | Manon Laporte       |
| 2022  | Montréal, Canada             | Thomas Hansmaennel      | Toby Powers            | Reese Vannerson        | Tilda Månsson          | Jule Behrens         | Livia Gross         |
| 2021  | Quarteira, Portugal          | Igor Bellido Mikhailova | João Nuno Batista      | Dominic Coy            | Jule Behrens           | Tilda Månsson        | María Casals Mojica |
| 2019  | Lausanne, Suisse             | Ricardo Batista         | Lorcan Redmond         | Sergio Baxter Cabrera  | Beatrice Mallozzi      | Costanza Arpinelli   | Jessica Fullagar    |
| 2018  | Gold Coast, Australie        | Csongor Lehmann         | Paul Georgenthum       | Philipp Wiewald        | Cecilia Ramirez Alavez | Erin Wallace         | Kate Waugh          |
| 2017  | Rotterdam, Pays-Bas          | Matthew Hauser          | Vasco Vilaça           | Ben Dijkstra           | Taylor Knibb           | Kate Waugh           | Fuka Sega           |
| 2016  | Cozumel, Mexique             | Austin Hindman          | Charles Paquet         | Ben Dijkstra           | Taylor Knibb           | Lisa Tertsch         | Hye Rim Jeong       |
| 2015  | Chicago, États-Unis          | Manoel Messias          | Peer Sönksen           | Léo Bergère            | Laura Lindemann        | Taylor Knibb         | Lotte Miller        |
| 2014  | Edmonton, Canada             | Raphaël Montoya         | Jacob Birtwhistle      | Calvin Quirk           | Laura Lindemann        | Cassandre Beaugrand  | Audrey Merle        |
| 2013  | Londres, Royaume-Uni         | Dorian Coninx           | Marc Austin            | Grant Sheldon          | Tamara Gorman          | Georgia Taylor-Brown | Laura Lindemann     |
| 2012  | Auckland, Nouvelle-Zélande   | Wian Sullwald           | Simon Viain            | Constantine Doherty    | Fumika Matsumoto       | Léonie Périault      | Tamara Gorman       |
| 2011  | Pékin, Chine                 | Lukas Verzbicas         | Justus Nieschlag       | Tony Smoragiewicz      | Mikayla Nielsen        | Ashlee Bailie        | Hanna Philippin     |
| 2010  | Budapest, Hongrie            | Fernando Alarza         | Thomas Bishop          | Kevin McDowell         | Ashleigh Gentle        | Charlotte Bauer      | Joanna Brown        |
| 2009  | Gold Coast, Australie        | Mario Mola              | Jonathan Brownlee      | Kristof Kiraly         | Emmie Charayron        | Emma Jackson         | Rachel Klamer       |
| 2008  | Vancouver, Canada            | Vincent Luis            | Denis Vasiliev         | Jonathan Brownlee      | Kirsty Mcwilliam       | Ashleigh Gentle      | Zsófia Tóth         |
| 2007  | Hambourg, Allemagne          | Aurélien Raphaël        | Alistair Brownlee      | Vincent Luis           | Hollie Avil            | Ashleigh Gentle      | Rebecca Robisch     |
| 2006  | Lausanne, Suisse             | Alistair Brownlee       | Alexander Bryukhankov  | João Silva             | Kirsten Sweetland      | Flora Duffy          | Rebecca Robisch     |
| 2005  | Gamagōri, Japon              | Steve Duplinsky         | Jonathan Zipf          | Aurélien Raphaël       | Anais Moniz            | Rebecca Spence       | Melanie Sexton      |
| 2004  | Madère, Portugal             | Valentin Meshcheryakov  | Oliver Freeman         | William Clarke         | Juliette Benedicto     | Sarah Bryant         | Marta Jiménez       |
| 2003  | Queenstown, Nouvelle-Zélande | Terenzo Bozzone         | David Hauss            | Valentin Meshcheryakov | Felicity Abram         | Maxine Seear         | Vanessa Fernandes   |
| 2002  | Cancún, Mexique              | Terenzo Bozzone         | David Hauss            | Tyler Butterfield      | Marion Lorblanchet     | Wendy De Boer        | Elizabeth May       |
| 2001  | Edmonton, Canada             | Sebastian Dehmer        | Emilio D'Aquino        | Luke McKenzie          | Nicola Spirig          | Beatrice Lanza       | Jodie Swallow       |
| 2000  | Perth, Australie             | Frédéric Belaubre       | Leonid Ivanov          | Dmitriy Smurov         | Anneliese Heard        | Melanie Mitchell     | Nicola Spirig       |
| 1999  | Montréal, Canada             | Courtney Atkinson       | Christian Weimer       | Ivan Rana              | Annaliese Heard        | Nicola Spirig        | Josie Loane         |
| 1998  | Lausanne, Suisse             | Tim Don                 | Bryce Quirk            | Levi Maxwell           | Nicole Hackett         | Rebekah Keat         | Beth Thomson        |
| 1997  | Perth, Australie             | Andriy Glushchenko      | Andras Heczey          | Clemente Alonso        | Nicole Hackett         | Beth Thomson         | Melanie Mitchell    |
| 1996  | Cleveland, États-Unis        | Sébastien Berlier       | Andreas Raelert        | Trent Chapman          | Joanne King            | Marie Overbye        | Erika Molnár        |
| 1995  | Cancún, Mexique              | Chris Hill              | Craig Walton           | Ralph Zeetsen          | Marie Overbye          | Joelle Franzmann     | Belinda Cheney      |
| 1994  | Wellington, Nouvelle-Zélande | Ben Bright              | Richard Allen          | Alexandre Manzan       | Clare Carney           | Marie Overbye        | Melinda Walsh       |
| 1993  | Manchester, Royaume-Uni      | Olivier Hufschmid       | Ryan Bolton            | Alexandre Manzan       | Sarah Harrow           | Natalya Orchard      | Marie Overbye       |
| 1992  | Huntsville, Canada           | Spencer Smith           | Cameron Brown          | Mathew Belfield        | Sonja Krolik           | Sarah Harrow         | Kristie Otto        |
| 1991  | Queensland, Australie        | Erik Myllymäki          | Sämi Blattmann         | Ben Bright             | Sonja Krolik           | Helena Edmonston     | Katarina Ebeling    |
| 1990  | Orlando, États-Unis          | Thomas Leutenegger      | Lach Vollmerhause      | Stéphane Poulat        | Sonja Krolik           | Natalya Orchard      | Alexandra Stewart   |
| 1989  | Avignon, France              | Bjorn Gustafsson        | Enrique Quevedo Huerta | Dave Pier              | Jodi Cross             | Kristen Mccary       | Amy Wheeler         |

## Palmarès relais mixte
| Année | Lieu                  | Médaille d'or                                  | Médaille d'argent                               | Médaille de bronze                                     |
| ----- | --------------------- | ---------------------------------------------- | ----------------------------------------------- | ------------------------------------------------------ |
| 2024  | Torremolinos, Espagne | France (Serre Gehri-Denizot-Rethoret-Lombardi) | Allemagne (Diener-Bröcker-Graf-Behrens)         | Hongrie (Kiss-Kropkó-Dobi-Szalai)                      |
| 2023  | Hambourg, Allemagne   | Allemagne (Graf-Bröcker-Diener-Neubert)        | Italie (Crociani-Greco-Strada-Arpinelli)        | Nouvelle-Zélande (McCullough-Roderick-Morgan-Knighton) |
| 2022  | Montréal, Canada      | France (Morlec-Hadhoum-Georgenthum-Denizot)    | Royaume-Uni (Reilly-Davies-Chantler-Mayne-Cook) | Allemagne (Ortfeld-Bröcker-Schönke-Behrens)            |
| 2019  | Lausanne, Suisse      | Nouvelle-Zélande (Knighton-Reid-Thorpe-Wilde)  | Royaume-Uni (Mathias-Dijkstra-Waugh-Yee)        | États-Unis (Gorman-Smith-Knibb-Rider)                  |
| 2018  | Gold Coast, Australie | France (Dodet-Georgenthum-Morier-Bergère)      | Allemagne (Eim-Lührs-Lindemann-Allgayer)        | Royaume-Uni (Coldwell-Slater-Mathias-Willis)           |

## Classement par nation
| Rang             | Nation           | Or  | Argent | Bronze | Total |
| ---------------- | ---------------- | --- | ------ | ------ | ----- |
| 1                | France           | 22  | 12     | 13     | 47    |
| 2                | Australie        | 18  | 24     | 15     | 57    |
| 3                | Allemagne        | 16  | 15     | 11     | 42    |
| 4                | Royaume-Uni      | 15  | 17     | 17     | 49    |
| 5                | États-Unis       | 9   | 6      | 8      | 23    |
| 6                | Nouvelle-Zélande | 7   | 5      | 3      | 15    |
| 7                | Espagne          | 7   | 3      | 7      | 17    |
| 8                | Suisse           | 4   | 3      | 5      | 12    |
| 9                | Hongrie          | 3   | 5      | 8      | 16    |
| 10               | Portugal         | 3   | 4      | 5      | 12    |
| 11               | Canada           | 3   | 3      | 6      | 12    |
| 12               | Suède            | 2   | 1      |        | 3     |
| 13               | Italie           | 1   | 4      | 3      | 8     |
| 14               | Danemark         | 1   | 3      | 1      | 5     |
| 15               | Pays-Bas         | 1   | 2      | 3      | 6     |
| 16               | Mexique          | 1   | 2      |        | 3     |
| 17               | Brésil           | 1   | 1      | 2      | 4     |
| -                | Kazakhstan       | 1   | 1      | 2      | 4     |
| 19               | Afrique du Sud   | 1   |        | 1      | 2     |
| -                | Japon            | 1   |        | 1      | 2     |
| 21               | Pologne          | 1   |        |        | 1     |
| -                | Ukraine          | 1   |        |        | 1     |
| 23               | Russie           |     | 3      | 1      | 4     |
| 24               | Tchéquie         |     | 2      |        | 2     |
| 25               | Bermudes         |     | 1      | 1      | 2     |
| 26               | Grèce            |     | 1      |        | 1     |
| -                | Slovaquie        |     | 1      |        | 1     |
| 28               | Corée du Sud     |     |        | 1      | 1     |
| -                | Finlande         |     |        | 1      | 1     |
| -                | Irlande          |     |        | 1      | 1     |
| -                | Israël           |     |        | 1      | 1     |
| -                | Luxembourg       |     |        | 1      | 1     |
| -                | Norvège          |     |        | 1      | 1     |
| Total 33 nations | Total 33 nations | 119 | 119    | 119    | 357   |